# پرواز زیر مداری

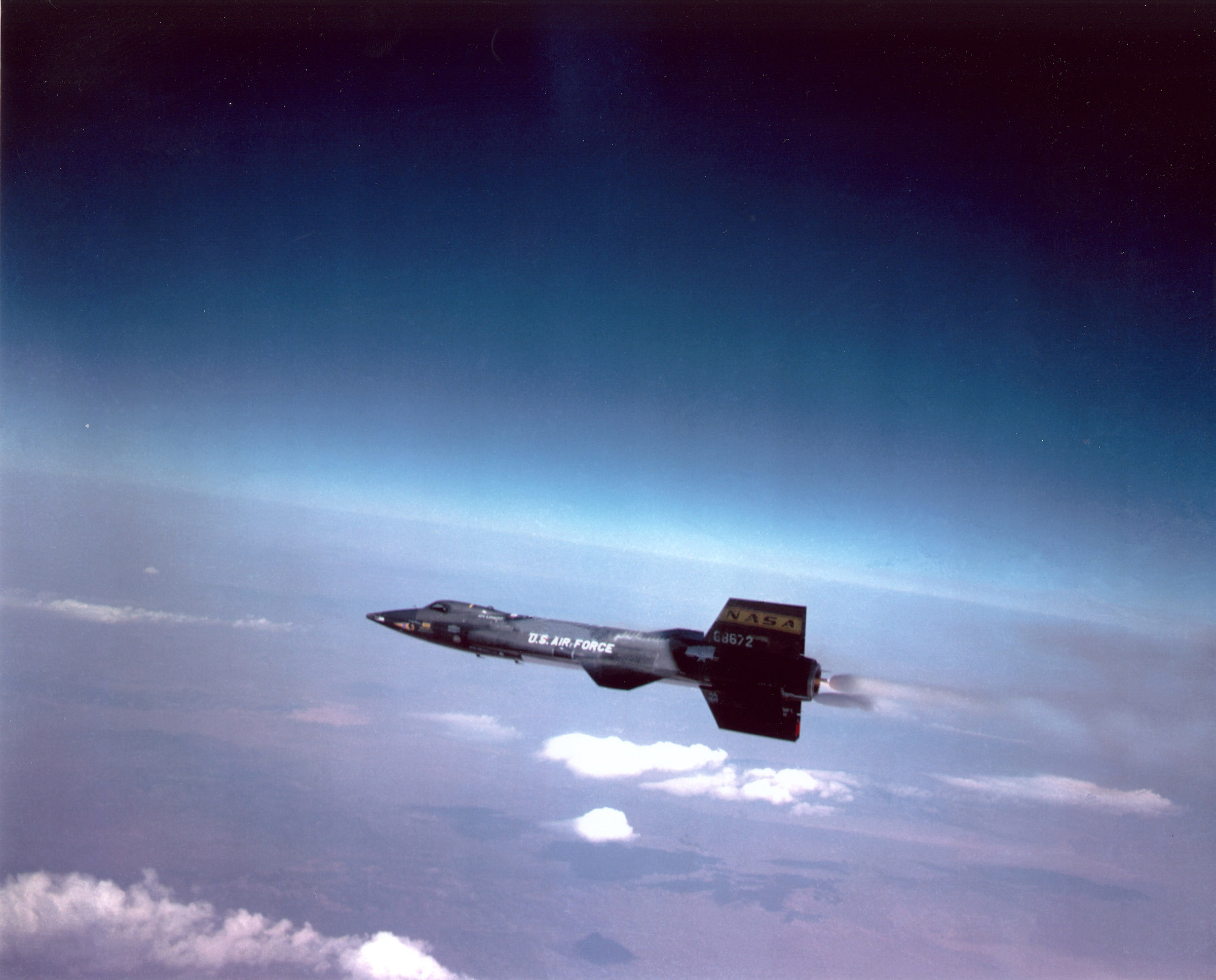
پرواز زیر مداری

پرواز زیر مداری (به انگلیسی: Sub-orbital spaceflight)، به آن دسته از پروازهای فضایی گفته می‌شود که در آنها؛ با آنکه سفینه فضایی (یا موشک) به فضای بیرونی می‌رسد، اما مسیر پرواز آن، با ورود دوباره به جو یا آن سطح گرانشی (مثلاً سطح زمین) که از آن راه‌اندازی شده، متمایل می‌شود به طوری‌که آن موشک یا جسمِ در حال پرواز یک دور مداریِ کامل را نمی‌پیماید.
برای مثال، مسیر یک جسم پرتاب شده از زمین که به ارتفاع ۱۰۰ کیلومتری (۶۲ مایل) بالاتر از سطح دریا برسد، و سپس بر زمین افتد، یک پرواز یا پرتاب فضایی زیرمداری در نظر گرفته می‌شود. برخی از پروازهای زیر مداریِ انجام شده برای آزمایش یک فضاپیما و وسیله‌های نقلیه پرتاب در راه‌اندازی بعدی برای پروازهای فضایی مداریِ در پیشِ رو بوده‌اند. وسیله‌های پرتاب دیگری هم هستند که تنها برای پرواز زیر مداری طراحی شده‌اند؛ نمونه‌های سرنشین‌دار آن ایکس-۱۵ و اسپیس‌شیپ یک، و بدون سرنشین مانند موشک‌های بالستیک قاره‌پیما و موشک‌های ژرفاسنج هستند.